# The Idle Race
The Idle Race war eine britische Band der späten 1960er Jahre aus Birmingham, England. Zur Band gehörten Jeff Lynne und Roy Wood, die späteren Gründer des Electric Light Orchestra.

## Geschichte
Die Band wurde 1959 in der Besetzung Al Johnson, Dave Pritchard, Brian Cope, Roger Spencer und dem Frontmann Billy King als Billy King and The Nightriders gegründet. Kleinere Erfolge konnten sie erst mit Mike Sheridan als neuem Sänger erzielen, und 1964 unterzeichneten sie unter dem Namen Mike Sheridan and The Nightriders einen Plattenvertrag bei EMI. Zu dieser Zeit ersetzten Gitarrist Roy Wood und Bassist Greg Masters Cope und Johnson. Als der kommerzielle Erfolg weiterhin ausblieb, verließ Wood die Band und gründete 1965 seine eigene Band The Move. Auch Sheridan stieg kurz darauf aus der Band aus, welche sich nun The Nightriders nannte und 1966 zwei Singles bei der Plattenfirma Polydor veröffentlichten. Mitglieder zu dieser Zeit waren Dave Pritchard, Greg Masters, Jeff Lynne (1963–1965 Gitarrist bei The Andicaps, 1965–1966 Leadgitarrist bei The Chads, danach bei The Nightriders) und Roger Spencer. Auf Betreiben von Jeff Lynne wurde der Bandname in The Idle Race umbenannt. 1967 verhalf der mittlerweile mit The Move in den britischen Charts stehende Wood seiner ehemaligen Band zu einem Plattenvertrag bei Liberty Records.
Obwohl die Band von Radiomoderator John Peel häufiges Airplay auf BBC Radio bekam und von der Kritik wohlwollend aufgenommen wurde, konnte sie keine ihrer Singles (Here We Go Around the Lemon Tree, The Skeleton and the Roundabout und The End of the Road) in den Charts platzieren. Ende 1968 wurde das erste Album The Birthday Party veröffentlicht. Der kommerzielle Erfolg blieb aus. Zwischenzeitlich hatten sich Lynne und Wood angefreundet und begannen über eine Zusammenarbeit nachzudenken, zu der es jedoch zunächst nicht kam. Ein nach der Band benanntes zweites Album erschien Ende 1969, welches sich ebenso schlecht verkaufte wie das vorhergehende. Kurz darauf nahm Lynne das Angebot Woods an, sich dessen Band The Move beizutreten, aus der sich 1972 das Electric Light Orchestra entwickelte. 
Nach dem Weggang von Lynne stießen Mike Hopkins und Dave Walker zur Band. Nach dem letzten Album, Time Is, löste sich die Band auf.

## Diskografie

### Alben
- 1968: The Birthday Party
- 1969: The Idle Race
- 1971: Time Is
- 2019: BBC Radio Session 1967-1969

### Singles
- 1967: Here We Go Around the Lemon Tree
- 1967: The Imposters of Life’s Magazine
- 1968: The Skeleton and the Roundabout
- 1968: The End of the Road
- 1969: Days of Broken Arrows
- 1969: Come with Me
- 1969: On with the Show
- 1969: Debora (vinyl acetate, recorded live in London)
- 1970: In the Summertime
- 1970: Neanderthal Man
- 1971: Dancing Flower